# Seldovia
Seldovia – miasto w Stanach Zjednoczonych, w stanie Alaska, w okręgu Kenai Peninsula.